# Route nationale 77bis
La route nationale 77bis ou RN 77bis était une route nationale française reliant Doudoye à Sombernon. Elle a été créée par la loi du 14 mai 1837. À la suite de la réforme de 1972, elle a été déclassée en RD 977bis.

## Ancien tracé de Doudoye à Sombernon (D 977bis)
- Doudoye, commune de Prémery
- Moussy
- Saint-Révérien
- Guipy
- Chaumot
- Chitry-les-Mines
- Corbigny
- Cervon
- Vauclaix
- Montsauche-les-Settons
- Gouloux
- Champeau-en-Morvan
- Saulieu, où on rejoint la RN 6
- Thoisy-la-Berchère
- Chailly-sur-Armançon
- Pouilly-en-Auxois, connectée aux autoroutes A6 et A38 via l'échangeur de Pouilly-en-Auxois
- Vandenesse-en-Auxois
- Commarin
- Montoillot
- Échannay
- Sombernon